# Handschrift 205
Handschrift 205 is een 15e-eeuws manuscript met verzamelde teksten van onder andere Johannes Gerson (1363-1429).  De titel luidt: Tractatus de monte contemplationis : ex Gallico in Latinum translatus. Het manuscript is geschreven in de gotische littera hybrida. Er zijn vier verschillende kopiisten te onderscheiden. De tweede kopiist was Wilhelmus Nicolai de Amsterdam. Tegenwoordig wordt Hs. 205 bewaard in de Universiteitsbibliotheek Utrecht. Het is te citeren als: Utrecht, Universiteitsbibliotheek, Hs. 205 (3 F 13).

## Inhoud
Naast werken van Johannes Gerson bestaat dit manuscript uit teksten van Johannes Climacus, Angelo Clareno (ca. 1255-1337), Dionysius Carthusianus (ca. 1402-1471), Johannes Chrysostomus (ca. 345-407), Catharina van Siena (1347-1380), Thomas van Aquino (1225-1274), Bernardus Claraevallensis, Albertus Magnus (ca. 1200-1280), Aelredus Rievallensis (1110-1167), Gualterus de Mauritania (-1174) en Augustinus Aurelius (354-430).
| Titel | Folia          |
| Tractatus Johannis Gerson de monte contemplationis                                                                        | fol. 1r-46v    |
| Ejusdem Tres tractatus de canticis                                                                                        | fol. 46v-134r  |
| Ejusdem Centilogium de meditatione crucis                                                                                 | fol. 134v-137v |
| Gemmarius parvus e Scala paradisi Joannis Climaci extractus                                                               | fol. 140r-170v |
| Quinque diffinitiones monachi ex Joanne Climaco cum glosa seu expositione Dionysii Carthusiensis                          | fol. 171r-174v |
| De non judicando proximum et de judicio temerario vitando                                                                 | fol. 174v-176r |
| De vitanda incauta judicia                                                                                                | fol. 176r-178r |
| Crisostimus. Qui se non discutit et vindicat aliena ...                                                                   | fol. 178r      |
| Exemplum pulchrum. Quinque juvenes intraverunt in quoddam heremitagium ...                                                | fol. 178v-179r |
| Studeat religiosus vere prescindere ... Hec Katherina de Senis                                                            | fol. 179r      |
| Discipulo fracto nimietate adversitatum ... respondet eterna sapiencia                                                    | fol. 179v-182r |
| De dilectione Dei et de odio sui ipsius                                                                                   | fol. 182r-182v |
| Epistola Thomae de Aquino cuidam fratri missa. Quia quesisti a me ...                                                     | fol. 182v-183r |
| Epitaphium beati Bernardi abbatis. Mira loquar ...                                                                        | fol. 183r-183v |
| Oratio ejusdem beati Bernardi de sancto malasia episcopo in claravalle sepulto                                            | fol. 183v      |
| Venerabilis H. Coesvelt carthus. Non video pociorem causam cur tam pauci modernis temporibus in sanctitate proficiunt ... | fol. 183v-184r |
| Tractatus Alberti Magni de veris virtutibus sive Paradisus animae                                                         | fol. 188r-227v |
| Epistola Petri Damiani de puero Jhesu duodenne                                                                            | fol. 228r-242r |
| Epistola Gilberti Porretani ad Hugonem priorem Sancti Victoris de scientia animae Christi                                 | fol. 242v-252r |
| Tractatus beati Augustini episcopi de virtute patientiae                                                                  | fol. 252v-262v |
| Ejusdem Liber de vera et falsa poenitentia                                                                                | fol. 263r-279v |
| --- | -------------- |

## Omschrijving
Het manuscript bestaat uit 279 papieren folia van 205 × 140 mm. De Latijnse teksten zijn bladbreed geschreven in de gotische littera hybrida. De penwerkinitialen zijn gemaakt in de Utrechtse stijl en blauw van kleur. De penwerkversieringen rond de initialen zijn rood. De band van het manuscript is een contemporaine, donkerbruine, leren band over houten platten, blindgestempeld met een ruitpatroon van diagonale tripellijnen in een rechthoekig kader van tripellijnen; en in iedere ruit bevindt zich een stempel. Er zitten twaalf stempels op de band, verdeeld over vijf rijen. De eerste en vijfde rij van boven bevatten identieke ronde stempels van een zwaan met een ster in de rechter bovenhoek. De tweede en vierde rij bevatten elk drie ruitvormige stempels, aan beide zijden met een bloem en in het midden een griffioen. De derde rij bevat twee grotere ronde stempels met daarin een lam met een vaandel en een adelaar. De stempels op de achterzijde komen hier deels mee overeen, maar hebben bijvoorbeeld een ruitvormige lelie op de tweede en vierde rij. Al deze stempels waren gangbaar waren in het Hieronymushuis te Utrecht, waar dit boek waarschijnlijk is ingebonden. Op de band zitten twee klampsluitingen. De rug is vernieuwd en de band is gerestaureerd in 1986.
Rechtsonder op de eerste vier pagina’s van een nieuwe katern zitten katernaanduidingen. Er zijn vier delen waarin een katern begint met a1. Katernen 1 tot en met 17 bevatten elke vier bifolia (dubbelbladen) en de laatste katern twee (fol. 1-139), en zijn door dezelfde kopiist geschreven. Het tweede deel bestaat uit zes katernen van elk vier bifolia (fol. 140-187), en het derde deel bestaat uit vijf katernen van elk vier bifolia (fol. 188-227), en deze zijn door een tweede kopiist geschreven. Deze schrijft zijn naam in een colofon op het einde: Per me fratrem Wilhelmum Nycolai Amsterdamensem scripte ac finite (Geschreven tot het einde door mij, broeder Wilhelmus Nycolai uit Amsterdam). Het laatste deel bestaat uit zeven katernen van elk vier bifolia (fol. 228-282) en is door een derde kopiist geschreven. Het manuscript is een convoluut. De decoratie is uniform in alle delen.

## Geschiedenis

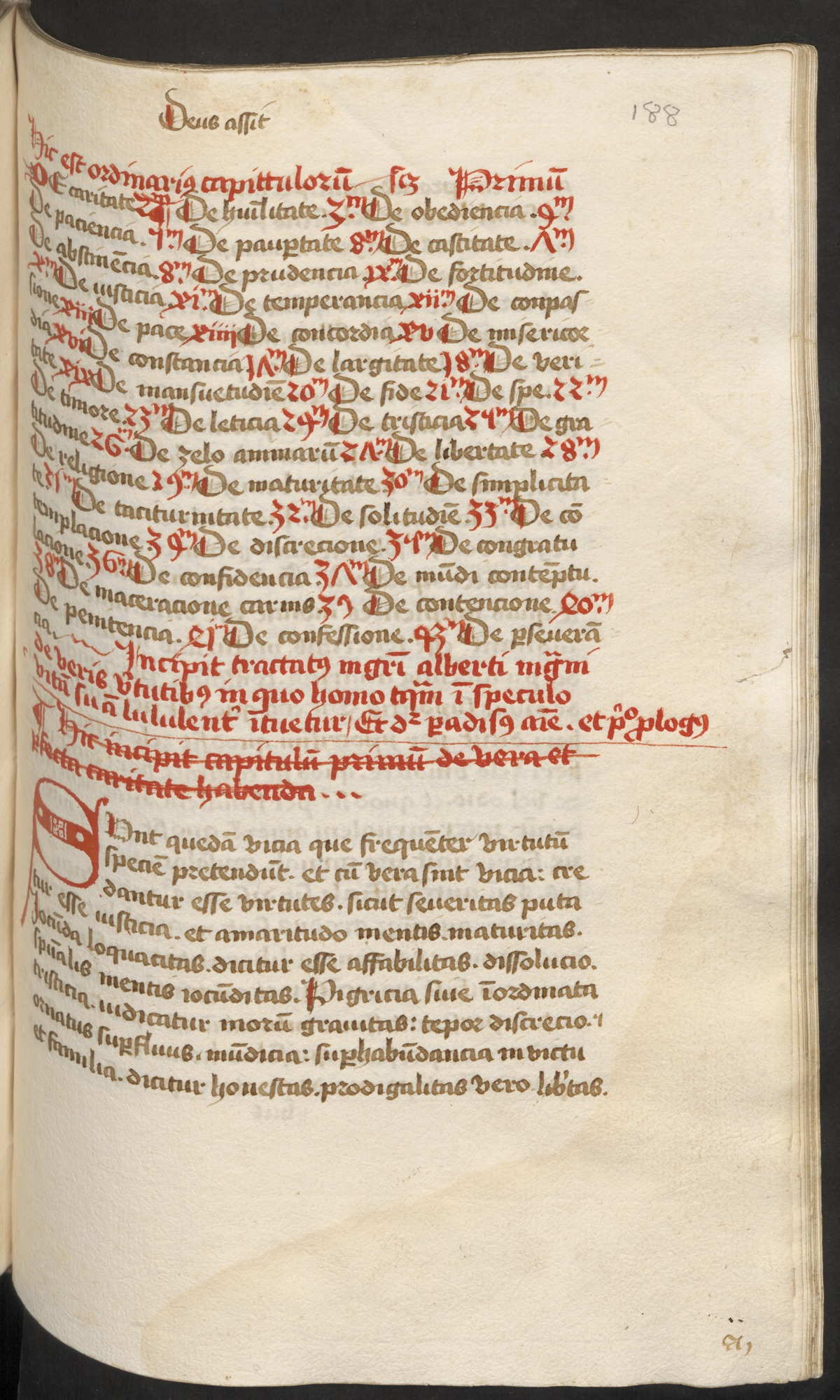
fol. 188r. nieuw handschrift, initiaal met penwerk, inhoudsopgave, correctie en Arabische cijfers

Over de herkomst van Hs. 205 is weinig bekend. Volgens Gisela Gerritsen-Geywitz behoren de initialen uit dit manuscript tot de Bonte Lussen-stijl van ca. 1495. Vijf handschriften uit deze categorie zijn afkomstig uit het Regulierenklooster maar Hs. 205 bezit niet de typische Regulierenstempels waardoor het niet zeker is of het handschrift uit dat klooster afkomstig is. De stempels waren juist gangbaar in boeken voor het Hieronymushuis. Van de kopiisten is bekend dat Wilhelmus Nicolai de Amsterdam folia 140r tot en met 227v gekopieerd heeft. Hij heeft ook Utrecht, Universitetisbibliotheek, Hs. 264 geschreven, dat uit het Regulierenklooster komt. Van Wilhelmus Nicolai de Amsterdam (Willem Klaasz. van Amsterdam) is bekend dat hij in de decennia rond 1500 vanuit het Utrechtse Regulierenklooster kartuizer werd in het Hollandse Huis bij Geertruidenberg. Hij staat vermeld als confrater in 1516 en is waarschijnlijk na 1518 overleden. Zowel Hs. 205 als Hs. 264 bevatten teksten van Dionysius de Kartuizer (ca. 1402/3-1471).

## Decoratie

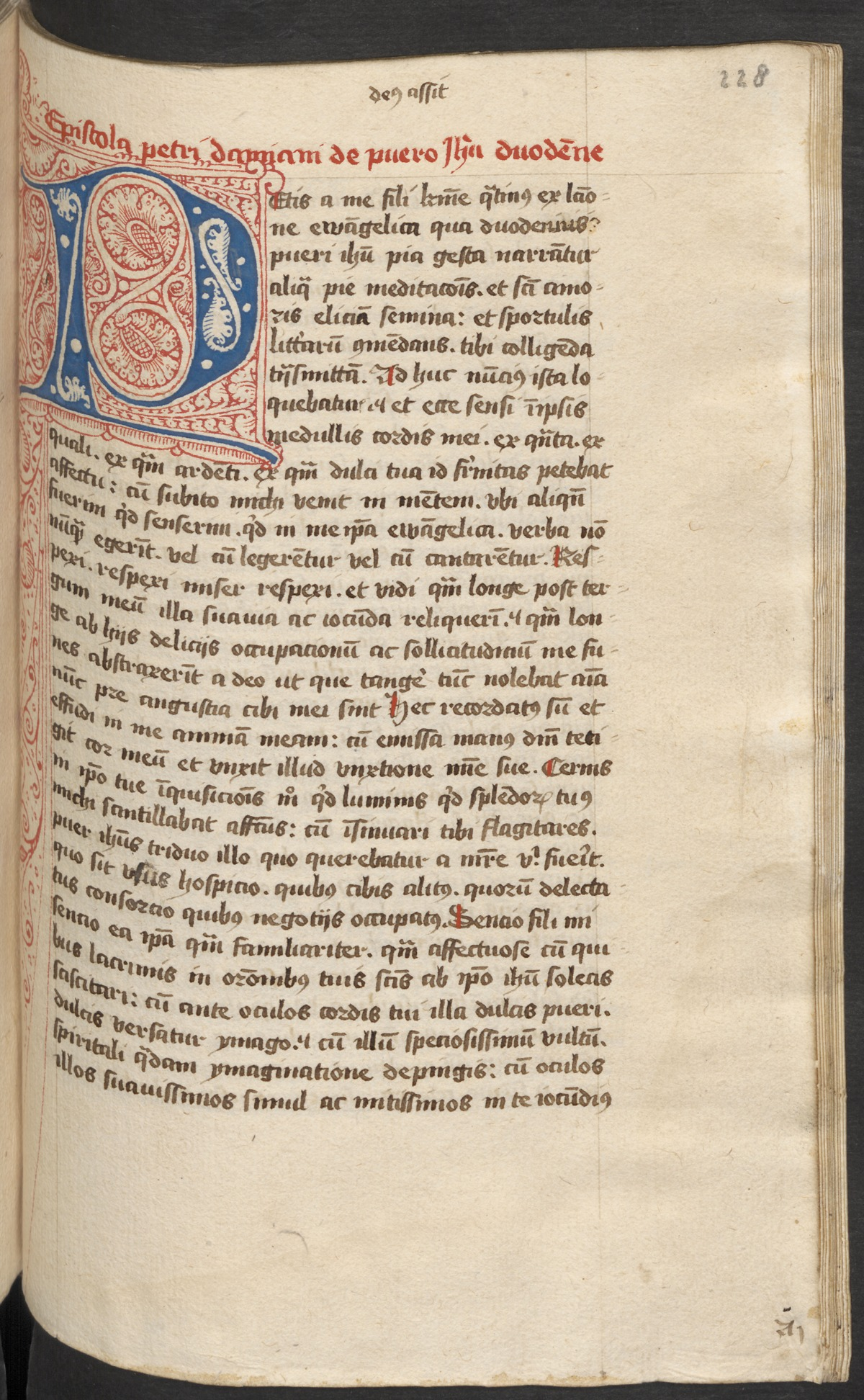
fol. 228r, nieuw handschrift en initiaal met penwerk

Hs. 205 bevat in totaal elf blauwe initialen waarvan er zes zijn opgemaakt met rode penwerkversieringen in de Utrechtse stijl. Daarnaast zijn er gerubriceerde paragraaftekens en letters te vinden.